# ニジェール関係記事の一覧
ニジェール関係記事の一覧（ニジェールかんけいきじのいちらん）は、ニジェールに関係する記事の一覧である。独立前の関係記事も取り扱う。

## ニジェール関係記事
50音順に配列されている。

### 記号
- .ne(ccTLD)

### 英数字
- 2004年ニジェール大統領選挙（大統領選挙）
- CFAフラン（通貨）
- ISO 3166-2:NE（行政区分コード）
- W国立公園（国立公園、世界遺産）

### あ行
- アイル山地（山地、世界遺産）
- アイル・テネレ自然保護区（世界遺産）
- アガデス州（州）
- アガデス（都市）
- アクータ鉱山（鉱山）
- アーリット（都市）
- イスラーム（宗教）
- イブライム・バレ・マイナサラ（大統領）

### か行
- 国民議会 (ニジェール)（国会）
- ケネディ橋 (ニアメ) （橋梁）

### さ行
- サッカーニジェール代表（スポーツ）
- サハラ砂漠（砂漠）
- サヘル（地域）
- サヘルの声（ラジオ局）
- ザンデール（都市）
- ザンデール州（州）
- 社会発展国民運動（政党）
- セイニ・ウマル（首相）

### た行
- タウア州（州）
- ダオダ・マラム・ワンケ（大統領）
- タンジャ・ママドゥ（大統領）
- チャド湖（湖）
- チロゼリーヌ（都市）
- ディファ州（州）
- ティラベリ州（州）
- テネレ（砂漠、世界遺産）
- トゥアレグ（民族）
- ドッソ州（州）

### な行
- ニアメ（首都）
- ニジェール（国）
- ニジェール川（河川）
- ニジェール川流域機構（国際機関）
- ニジェール疑惑（事件）
- ニジェール・コンゴ語族（言語）
- ニジェールにおけるLGBTの権利（LGBTの権利）
- ニジェールの国旗（国旗）
- ニジェールの大統領（大統領の一覧）
- ニジェールの行政区画（行政区画の一覧）
- ニジェールの首相（首相の一覧）
- ニジェール民主社会主義党（政党）
- ニジェール民主労働者総連合（労働組合）
- ニジェール労働総連合（労働組合）

### は行
- ハウサ語（言語）
- ビルマ (ニジェール)（町）
- フラニ語（言語）
- フラニ族（民族）
- フランス領西アフリカ（植民地）
- ベルベル人（民族）

### ま行
- マノ・ダヤク国際空港（空港）
- マラディ州（州）
- 民主社会会議（政党）